# دنیس مالورا
دنیس مالورا (انگلیسی: Dennis Malura؛ زادهٔ ۲۰ ژوئن ۱۹۸۴) بازیکن فوتبال اهل آلمان است.
از باشگاه‌هایی که در آن بازی کرده‌است می‌توان به باشگاه فوتبال هایدنهایم، باشگاه فوتبال مونیخ ۱۸۶۰، باشگاه فوتبال قوت-وایس ارفورت، باشگاه فوتبال کیکرز اوفنباخ، و باشگاه فوتبال روت‌وایس اسن اشاره کرد.